# Lophostethus dumolinii
Lophostethus dumolinii ist ein Schmetterling (Nachtfalter) aus der Familie der Schwärmer (Sphingidae).

## Merkmale
Die kräftig gebauten Falter haben eine Vorderflügellänge von 47 bis 78 Millimeter. Ihre Grundfarbe ist variabel und reicht von einem hellen Rotbraun bis zu einem hellen Graubraun oder einem sehr dunklen Braun (forma carteri). Sie sind meist hellbraun, mit einem großen dunkelbraunen Bereich auf den Vorderflügeln, der einen für die Art charakteristischen weißen Pfeil und einen ebenso gefärbten Punkt einschließt. Die Beine sind dunkelbraun, die Fühler weiß. Entlang des Kopfes und des Thorax verläuft eine breite, unregelmäßige schwarze Binde. Der Vorderflügelaußenrand ist unregelmäßig gewellt.
Die Raupen haben einen grün gefärbten Kopf mit schwarzen Streifen. Der blass weißliche oder gelblich grüne Körper ist auf jedem Segment mit schwarzblauen Dornen versehen, die die Art unverwechselbar machen. Das Analhorn ist ebenso schwarzblau. Unterhalb der seitlichen Stacheln befindet sich ein cremig gelbfarbener Fleck.

## Verbreitung und Lebensraum
Die Art besiedelt weite Teile des tropischen und subtropischen Afrikas. In Uganda, im Kongo und Westafrika trifft man vor allem die dunkelbraune Farbvariante an. Lophostethus dumolinii besiedelt verschiedene Lebensräume mit dichter Buschvegetation.

### Nahrung der Raupen
Die Raupen ernähren sich von Lindenblättrigem Eibisch (Hibiscus tiliaceus), Hibiscus panduraeformis, Dombeya, Wachsbäumen (Carissa), Afrikanischem Affenbrotbaum (Adansonia digitata) und Grewia occidentalis.

## Belege